# Paasikivi-Kekkonenlijn
De Paasikivi-Kekkonenlijn is een aanduiding van het Finse buitenlandbeleid tijdens de Koude Oorlog. Het hield in dat Finland, om haar onafhankelijkheid te waarborgen, boven alles naar goede relaties met de Sovjet-Unie moest streven. Alleen door deze machtige buur te vriend te houden zou Finland zich uit de directe invloedssfeer van het Oostblok kunnen houden. Ironisch genoeg had dat wel als resultaat dat Finland zich erg conformeerde aan de eisen van de SU om haar maar te vriend te houden. Hierdoor was de Sovjet-invloed op Finland desondanks erg groot.
Juho Kusti Paasikivi, die politiek geschoold was in de ‘jaren van onderdrukking’ rond de eeuwwisseling, was net als Mannerheim een groot voorstander van het idee dat Finland Rusland te vriend moest houden door meegaandheid te tonen. Alleen door de Sovjet-Unie goedgezind te houden kon Finland zelfstandig blijven – zo weigerde het, net als de echte satellietstaten van de Sovjet-Unie, Marshallhulp te aanvaarden. Door deze meegaandheid, gecombineerd met de eerdere vastberadenheid op het slagveld, ging de leiding van de Sovjet-Unie ervan uit dat het niet nodig (en te kostbaar) was om van Finland een communistische staat te maken omdat ze toch wel braaf gehoor gaven aan de wensen van de SU. Aan de andere kant moest Finland wel een geloofwaardige defensie op de been houden om enerzijds te voorkomen dat de USSR te snel haar 'hulp' aan zou bieden en anderzijds diezelfde USSR ervan te weerhouden al te gemakkelijk Finland binnen te vallen.
Daarmee volgde Paasikivi’s beleid de lijnen van het ‘loyaal separatisme’ dat halverwege de negentiende eeuw door Snellman uiteengezet was. Door voor een groot deel mee te gaan in de eisen die de Russen stelden kon Finland voorkomen dat het echt onder Russische heerschappij kwam. In het licht van de Koude Oorlog en de cynische machtspolitiek die Stalin voerde was dit wellicht een verstandige beleidsoptie. Zo wist Finland door de neutraliteitsclausule in het Verdrag van Vriendschap, Samenwerking en Wederzijdse Steun uit het Warschaupact te blijven. Wel had dit tot het enigszins bizarre gevolg dat Finland binnenlands geen noemenswaardige communistische beweging kende, terwijl het Finse buitenlandbeleid vorm kreeg tegen de achtergrond van het beleid van de communistische leidersstaat de Sovjet-Unie. 
In internationaal opzicht stond Finland hierdoor alleen. Scandinavische samenwerking mocht niet van de SU en paste na de toetreding van Noorwegen en Denemarken tot de NAVO ook niet meer in het beleid van Paasikivi. De opvolger van Paasikivi als president, Urho Kekkonen, verhief dit beleid tot een welhaast dogmatisch principe. Zijn presidentiële carrière was gebouwd op zijn vermogen goede relaties met Rusland te onderhouden.
Deze politiek van meegaandheid is ook bekend als finlandisering.